# Bintah (Madat)
Bintah is een bestuurslaag in het regentschap Aceh Timur van de provincie Atjeh, Indonesië. Bintah telt 1544 inwoners (volkstelling 2010).